# 御堂筋kappo

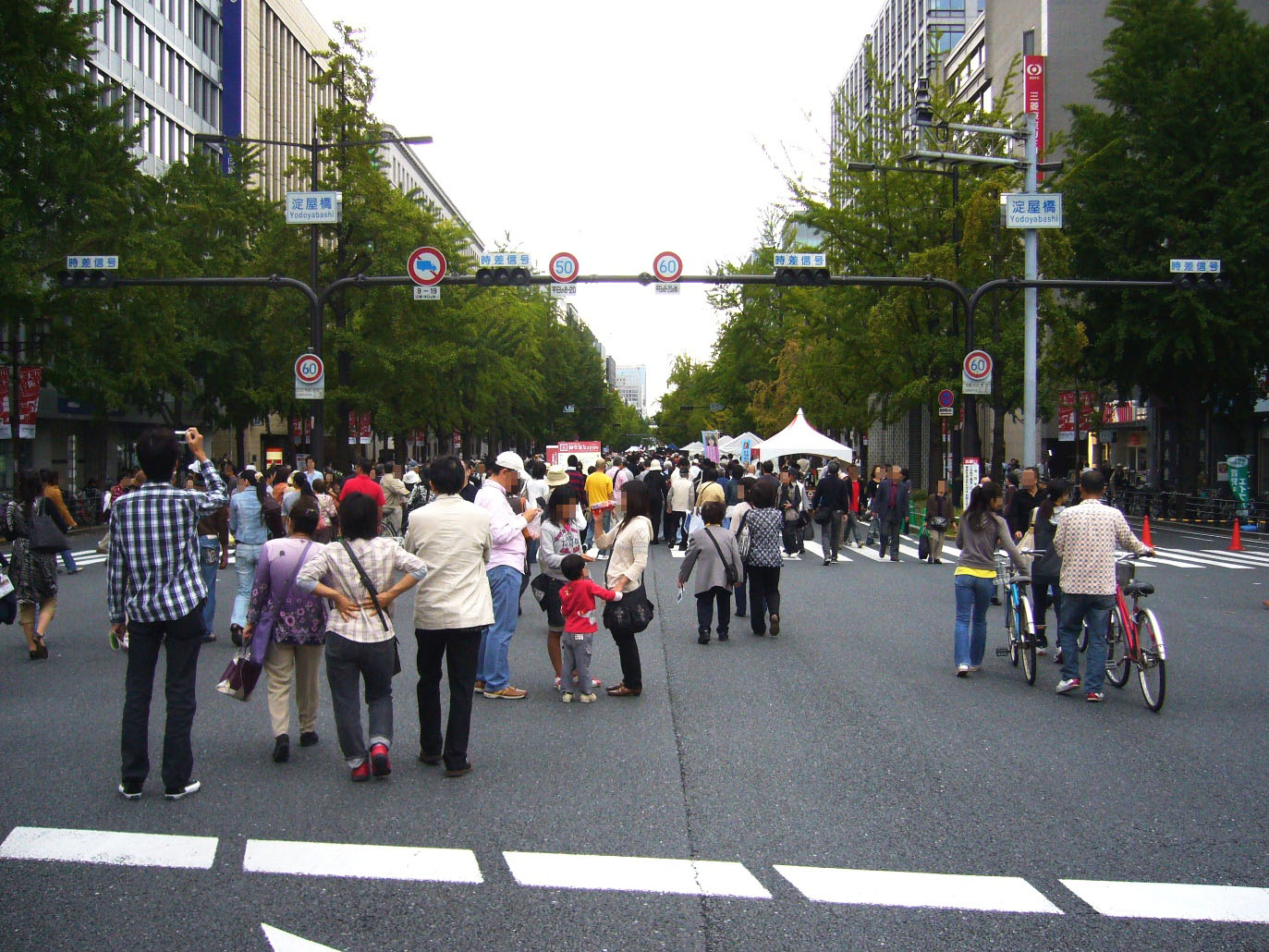
御堂筋kappoにおける歩行者天国の様子。淀屋橋交差点から南を望む

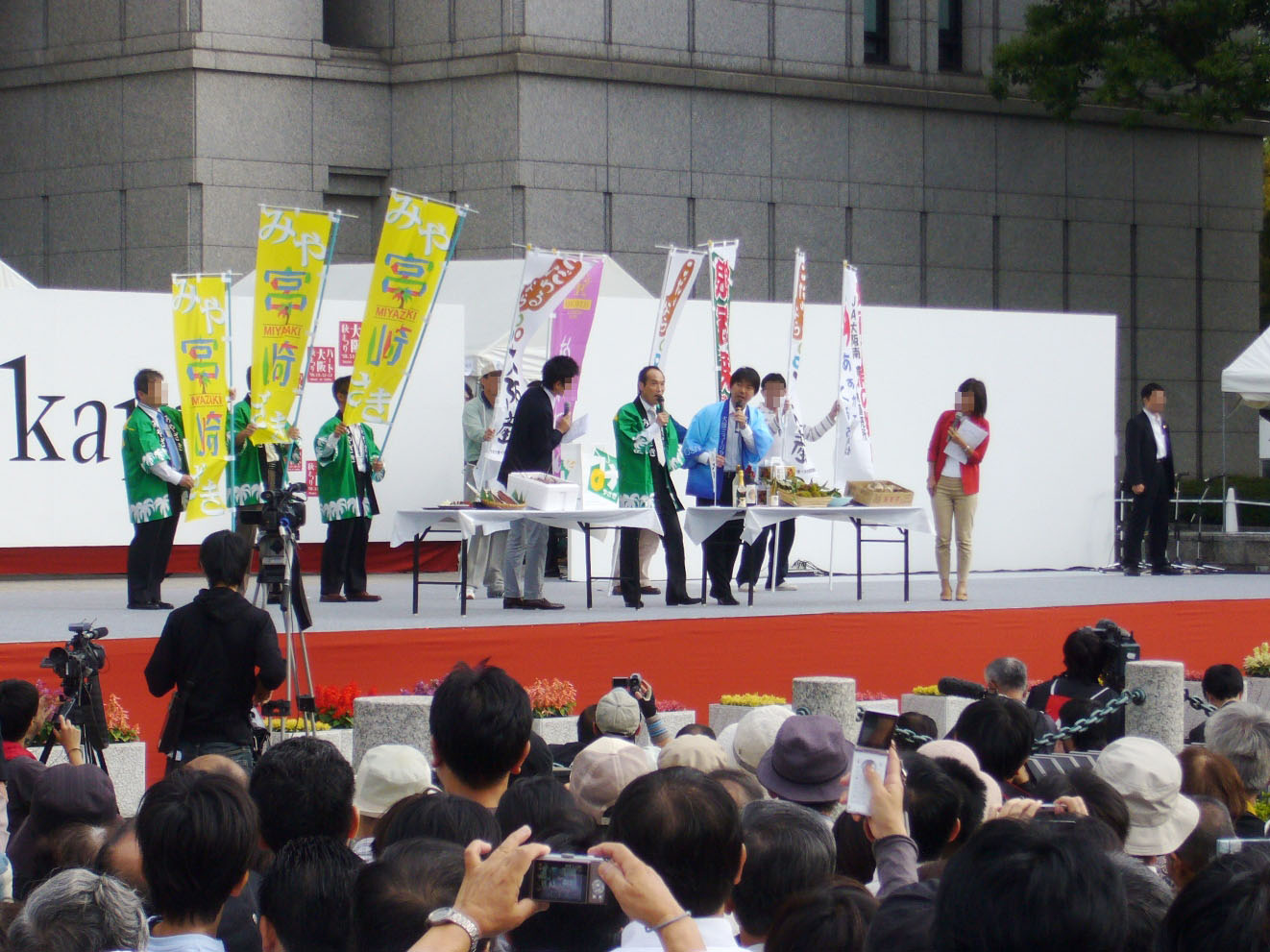
市役所前ステージで行われた大阪府・宮崎県両知事のトークショー

御堂筋kappo（みどうすじカッポ）は、大阪のメインストリート・御堂筋で5月の第2日曜日（2012年までは10月の第2日曜日より）に開催されていたイベント。主催は財団法人大阪21世紀協会。

## 概要
財政難による大阪府と大阪市からの事業費削減を理由に2007年を以て御堂筋パレードを廃止し、規模を約半分にして橋下徹大阪府知事や平松邦夫大阪市長らの提案を入れて市民参加型のイベントとして生まれ変わったものである。
開催期間中は御堂筋が歩行者天国となり、各地でミニコンサート、全国各地の物産展、スポーツイベントなどが開催される。2008年の初開催時には、物産展に橋下知事や東国原英夫宮崎県知事が姿を見せ、この二人のトークショーが行われた他、スポーツイベントでは陸上の朝原宣治選手や為末大選手らが50m走などを披露した。
当初は梅田新道から本町の間で開催され、同時に中之島で行われた「中之島は大きな帆船」とリンクしていたが、「中之島は大きな帆船」は1回限りの開催となり、2009年からは開催区間が淀屋橋交差点の南側から心斎橋駅に近い新橋交差点の北側間に変更されている。また、2009年からは「船場まつり」とリンクして開催されている。
2013年は財政難や大阪マラソンとの兼ね合いにより、市の主催する「御堂筋フェスタ」と同日開催に改められた。開催区間も、御堂筋の久太郎町3交差点 － 難波西口交差点の北側（うち新橋交差点 - 難波西口交差点は御堂筋フェスタ）に変更されている。
2014年は「御堂筋フェスタ」と統合され、「御堂筋ジョイふる」として4月29日に開催した。開催区間は新橋交差点から難波西口交差点まで。

## 歴史
- 2008年10月12日 - 御堂筋パレードの代替イベントとして初開催。
- 2009年10月11日 - 第2回開催
- 2010年10月10日 - 第3回開催
- 2013年5月12日 - 御堂筋フェスタと同時開催となる。
- 2014年4月29日 - 御堂筋フェスタと統合され「御堂筋ジョイふる」となる。

## 地デジ大使とkappo
NHKと関西民放の地上デジタル放送推進大使は、全社局が一致団結し“TEAM2011”を結成してテレビジョン放送の完全デジタル化PRを行っていた。
“TEAM2011”は、前身の御堂筋パレードの時代からパレード隊として参加しており、その席でテレビデジタル化PRを行っている。ただ、同日にイベントが重なると、そちらを優先するケースもある。なお、kappo第1回の2008年は、同月実施の千日前での“1,000日前”イベントなどを優先し、参加しなかった。
参加した該当者は以下の通り。
- 喜多ゆかり（朝日放送）…2009
- 竹内優美（テレビ大阪）…2009
- 中村慶子（NHK大阪放送局）…2009
- 平野智美（京都放送）…2009
- 松本麻衣子（毎日放送）…2009
- 村西利恵（関西テレビ）…2009
- 森若佐紀子（読売テレビ）…2009